# Kegelstatt-Trio

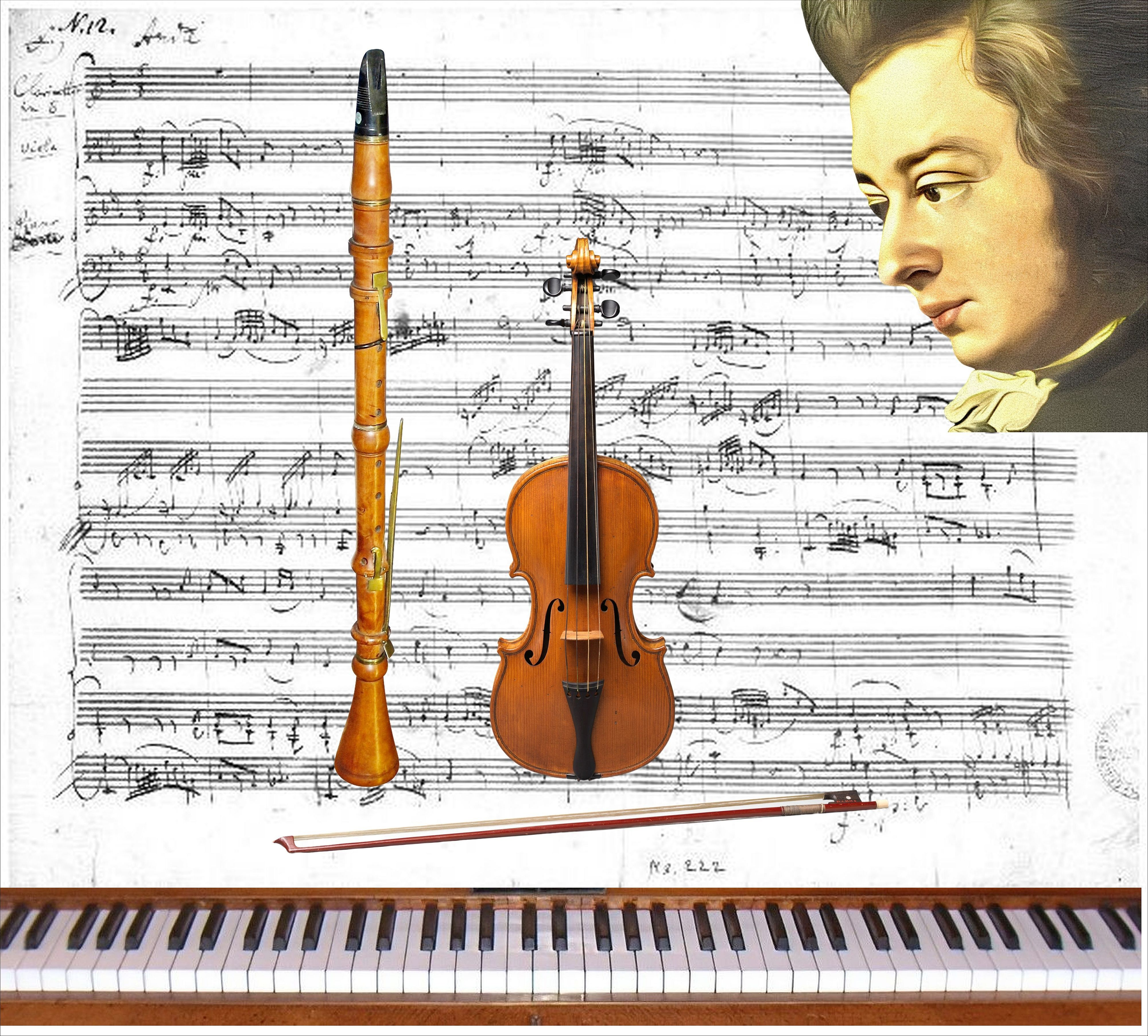
Klarinette, Bratsche und Klaviatur; rechts: bearbeitetes Mozart-Portrait von Joseph Lange (1782)

Das von Köchel so genannte Trio in Es-Dur KV 498 von Wolfgang Amadeus Mozart ist die erste Komposition überhaupt für die Besetzung Klarinette, Viola (Bratsche) und Klavier. Das Manuskript datierte Mozart auf den 5. August 1786.

## Geschichte
Mozart soll diese Komposition seiner Klavierschülerin Franziska von Jacquin gewidmet haben, der Tochter des Botanikers Nikolaus Joseph von Jacquin, mit deren Familie er befreundet war.
Die Uraufführung fand im Hause Jacquin statt, mit Anton Stadler an der damals noch jungen Klarinette, Mozart selbst an der Bratsche und Franziska am Klavier.
Das Trio wurde 1788 vom Artaria-Verlag veröffentlicht und – wahrscheinlich mit Mozarts Zustimmung – für Violine, Viola und Klavier transkribiert, wobei die ursprüngliche Klarinettenstimme als „alternative Stimme“ bezeichnet wurde. Es wird gelegentlich auch in anderen Besetzungen gespielt, z. B. mit Cello statt Bratsche.
Das Wort Kegelstatt bedeutet „ein(en) Ort, an dem gekegelt wird“. Möglicherweise schrieb Mozart das Stück in einer solchen Umgebung. Denkbar auch, dass Köchel die neun kräftigen Anschläge des Klavieres zu Anfang des Stücks mit einem Kegelspiel assoziierte.
Das Manuskript erwarb Johann Anton André 1841 im Rahmen eines großen Ankaufs von Manuskripten von Mozarts Witwe Constanze (dem Mozart-Nachlass). Heute befindet es sich in der Bibliothèque nationale de France, Département de la Musique, Sammlung Malherbe, Ms 222.
Weitere Werke für diese Besetzung folgten: Im 19. Jahrhundert schrieb Robert Schumann Märchenerzählungen, Vier Stücke für Klarinette, Viola und Klavier, (op. 132), Max Bruch 1910 „Acht Stücke für Klarinette, Viola und Klavier“ (op. 83) und Carl Reinecke das „Trio für Klavier, Klarinette und Viola“ (op. 246). Im 20. Jahrhundert entstanden folgende Werke in der Kegelstatt-Trio-Besetzung: Jean Françaix „Trio“ (1990), Bertold Hummel „Trio“ op. 76a (1981), György Kurtág „Hommage à R. Sch.“ op. 15/d (1990).

## Besprechung
„Technisch ist das Es-Dur Trio nicht übermäßig schwer, möglicherweise aus Rücksicht auf die Fähigkeiten der Amateurpianistin Franziska Jacquin. Musikalisch aber stellt es ungeheure Ansprüche, lebt von raschen Emotionswechseln und der stillen Übereinstimmung seiner Interpreten.
Mozarts Kegelstatt-Trio ist vielleicht eines seiner innigsten, aber auch kontroversesten Kammermusikwerke. Der augenscheinlich einfachen melodischen Linie steht eine kompositorisch höchst kunstvolle Konstruktion in ihrer gesamten Anlage gegenüber. Allein schon der erste Satz weist eine Besonderheit auf, die nahezu einmalig ist bei Mozart: er hat keine thematische Entwicklung. Das thematisch-motivische Material wird zwar vorgestellt, die musikalischen Ideen werden aber nicht weiterentwickelt und fortgeführt. Es bleibt bei ihrer Wiederholung.
Nicht zuletzt durch den Stellenwert der Bratsche unterscheidet sich das Kegelstatt-Trio deutlich von den anderen Klavier-Trios Mozarts. […] Sie ist nicht nur Füllstimme, sondern dialogisierender Gesprächsteilnehmer. Einer von dreien! Drei Instrumente sind hier gleichberechtigt in eine selbstvergessene Unterhaltung vertieft: mal heiter, mal ernst, aber immer voller Zuneigung.“ (Katharina Neuschaefer)
Der Musikwissenschaftler Alfred Einstein schätzte das Werk sehr hoch ein und zählte es zu Mozarts größten Kammermusikwerken in Form von Klaviertrios. Er beschreibt es als ein „zutiefst persönliches Werk“, das, speziell für Franziska geschrieben, „die Verkörperung von Intimität, Liebe, Freundschaft und Inspiration“ darstellt, unterstrichen durch die Haupttonart Es-Dur als die Verkörperung „herzlicher Freundschaft“. Für die Musikwissenschaftlerin Irina Yakushina verleiht die Klarinette der Musik eine besondere Träumerei und Sinnlichkeit.
Das Trio besteht aus den Sätzen:
- Andante
- Menuetto
- Rondeaux: Allegretto

Der erste Satz ist nicht das traditionelle Allegro als Eröffnungssatz, sondern ein eher kontemplatives Andante. Im Anschluss daran ist der zweite Satz dann nicht der traditionelle langsame Satz, sondern ein gemäßigtes Menuett, und der letzte Satz ist zwar lebhaft, aber nicht das übliche Allegro. Daher sind die tempomäßigen Kontraste in dieser Komposition nicht so deutlich wie in den meisten übrigen Klaviertrios, resultieren doch aus der Besetzung mit so unterschiedlichen Instrumenten bereits genügend Kontraste.

### I. Andante
Das Andante steht im Sechs-Achtel-Takt und besteht aus 129 Takten. Eine typische Aufführung dauert etwas über sechs Minuten. Es wiederholt weder seine Exposition noch den Rest des Satzes, was für Mozarts reife Kammermusik ungewöhnlich ist. Ein besonders auffälliges Merkmal des Hauptthemas dieses Satzes ist ein wiederkehrender Doppelschlag,"immer wieder betont, durch Berührung der Ober- und Unterdominante, der drohenden Region von c-Moll". "Das beredte Motiv, mit dem der erste Satz anhebt, wird im Dialog der Instrumente bis zu großer Intensität gesteigert. Der für Mozart so typische Umschlag heiterer Gelöstheit in Mollabgründe prägt auch Menuett und Trio." Das wohlklingende Seitenthema wird zunächst von der Klarinette vorgetragen und später in der Reprise von der Bratsche mit anderem Toncharakter wiederholt.

### II. Menuetto
Der zweite Satz ist im Drei-Viertel-Takt geschrieben und besteht aus 158 Takten, von denen fast alle wiederholt werden, typische Aufführungsdauer etwa sechs Minuten. Die Tonart dieses Satzes ist B-Dur, die Dominanttonart zu Es-Dur aus dem ersten Satz.
Das eröffnende Menuett dieses Satzes besteht aus der Exposition eines viertaktigen Themas (Takte 1–12, wiederholt) und seiner Durchführung (Takte 13–41, ebenfalls wiederholt).
Im Klavier heben die kräftigen Schläge der Basslinie und die kontrastreiche dynamische Form den Charakter dieses Themas von jeder leichtfüßigen Vorstellung eines Menuetts ab. Während der Durchführung intensiviert sich der Dialog zwischen den Instrumenten und Mozart zeigt seine Beherrschung des Kontrapunkts, ohne dabei akademisch zu wirken.
Das folgende Trio beginnt mit einer chromatischen Vier-Ton-Phrase, auf die die Bratsche mit einem Lauf von lebhaften Triolen antwortet, begleitet von chromatischen Akkorden des Klaviers (Takte 42–62, wiederholt). In der Durchführung dieses Themas werden die Viererphrase und die lebhaften Triolen dann vom Klavier aufgegriffen und Klarinette und Bratsche präsentieren einige chromatisch ansteigende Linien, bevor alle drei Instrumente ein konzertantes Gespräch beginnen, bei dem die Viererphrase zweimal in der linken Hand des Klaviers zu hören ist (Takte 63–94, wiederholt).
Der letzte Teil des Trios beginnt mit einer Variation der Vier-Ton-Phrase des Trios, die kurz entwickelt wird (Takte 95–102), bevor sie zum helleren Thema des Menuetts zurückkehrt, dessen Behandlung den Satz ohne Wiederholungen beendet.

### III. Rondeaux: Allegretto
Der letzte Satz steht wieder in Es-Dur, und zwar alla breve mit 222 Takten.
Eine typische Aufführung dauert achteinhalb Minuten. Das musikalische Format dieses Satzes ist ein siebenteiliges Rondo, eine Rarität in Mozarts Werk. Diese siebenteilige Struktur erklärt auch den Titel Rondeaux, die französische Pluralform von Rondeau. „Wie in den Finali seiner großen Klavierkonzerte verband Mozart in diesem Satz auf geniale Weise konzertierenden Satz, Kontrapunkt und Tanzrhythmen zu einer sublimen Synthese.“
Die Struktur ist AB-AC-AD-A. Thema A, eine achttaktige, wunderschöne eingängige Melodie in zwei Teilen, ganz für die Klarinette erdacht, wird zunächst von dieser vorgetragen und dann vom Klavier als Variation aufgegriffen (Takte 1–16). Im weiteren Verlauf des Satzes taucht sie noch mehrfach und von allen drei Instrumenten fugiert auf. Die Melodie von Thema B – in B-Dur – wird einmal von der Klarinette gespielt (Takte 17–24), bevor das Klavier ein mehrtaktiges Intermezzo beginnt. Ab Takt 36 spielen alle drei Instrumente abwechselnd kurze Phrasen dieses Themas, gefolgt von einem Klaviersolo bis Takt 50. Thema C – in c-Moll – wird von der Bratsche vorgestellt und wiederholt (Takte 67–76); alle drei Instrumente entwickeln dieses Thema in den Takten 77–90 (wiederholt). In dieser Durchführung dominiert f-Moll, die subdominante Tonleiter zu c-Moll, bevor sie wieder in c-Moll endet. Thema D – in As-Dur, der Subdominanten zu Es-Dur – wird in Takt 116 von allen drei Instrumenten fast unisono eingeleitet und in den Takten 132–153 (wiederholt) kunstvoll entwickelt. Mit der spielfreudigen Coda der Takte 191 bis 222 schließt Mozart die Komposition ab, „die den Hörer nicht bloß befriedigt, sondern hingerissen entlässt!“